# Parafia Najświętszej Maryi Panny Bożej Rodzicielki w Ashgrove West
Parafia Najświętszej Maryi Panny Bożej Rodzicielki w Ashgrove West – parafia rzymskokatolicka, należąca do archidiecezji Brisbane.
Na terenie parafii, oprócz kościoła parafialnego znajduje się także kościół św. Piotra Chanela w The Gap.